# Dorotea de Saxònia-Zeitz
Dorotea de Saxònia-Zeitz (en alemany Dorothea Wilhelmine von Sachsen-Zeitz) va néixer a Elster (Alemanya) el 20 de març de 1691 i va morir a Kassel el 17 de març de 1743. Era filla del duc Maurici Guillem (1664-1718) i de la princesa Maria Amàlia de Brandenburg-Schwedt (1670-1737). El 1710 en morir tots els seus germans Dorotea va esdevenir l'única supervivent de la Casa de Saxònia-Zeitz.

## Matrimoni i fills
El 27 de setembre de 1717 es va casar amb Guillem VIII de Hessen-Kassel (1682-1760), fill del landgravi Carles I de Hessen-Kassel (1654-1730) i d'Amàlia Kettler de Curlàndia (1653-1711). El matrimoni va tenir tres fills:
- Carles (1718-1719)
- Frederic (1720-1785), hereu i landgravi de Hessen-Kassel, casat amb la princesa de la Gran Bretanya Maria de Hannover (1723-1772).
- Amàlia (1721-1744)